# Torsten Uhlig
Torsten Uhlig (* 1975) ist ein deutscher evangelischer Theologe. Er ist Professor für Altes Testament an der Evangelischen Hochschule Tabor in Marburg.

## Leben
Torsten Uhlig studierte von 1995 bis 2001 evangelische Theologie in Leipzig. 2005 wurde er an der University of Gloucestershire zum PhD promoviert. 2007 absolvierte er das Zweite Kirchliche Examen und arbeitete zunächst 2007 bis 2010 als Pfarrer in Altensalz im Vogtland, dann 2011 bis 2015 als Gemeindepfarrer in Wolkenstein-Schönbrunn und Jugendpfarrer im Kirchenbezirk Marienberg. 2012 bis 2015 arbeitete er im Leitungsteam des MissioCamp Strobel-Mühle mit, 2013 bis 2015 im Leitungsteam von „jesus.echt – dein Trainingsprogramm“. 2015 erfolgte die Ernennung zum Professor für Altes Testament an der Evangelischen Hochschule Tabor.
Am 6. Juli 2024 erfolgte die Ernennung zum Rektor der Evangelischen Hochschule Tabor in Marburg.
Torsten Uhlig ist verheiratet und hat drei Kinder.

## Mitgliedschaften und Initiativen
- Arbeitskreis für evangelikale Theologie
- Mit-Initiator des Vertiefungsprogramms für Jugendliche „jesus.echt: Dein Trainingsprogramm“ im Rahmen der Evangelischen Jugend Sachsen (2013–2015)

## Forschungsinteressen
- Exegese und Theologie des Jesajabuches
- Methoden der Auslegung und Theologie der „Hinteren Propheten“
- Methoden der Auslegung des Pentateuch / Pentateuchfrage
- Biblische Hermeneutik
- Verstockung im Alten Testament und im Rahmen einer Biblischen Theologie

## Publikationen

### Monographie
- The Theme of Hardening in the Book of Isaiah. An Analysis of Communicative Action (= Forschungen zum Alten Testament, 2. Reihe, Band 39). Mohr Siebeck, Tübingen 2009, ISBN 978-3-16-150143-2; zugleich: Dissertation, Universität Gloucestershire, 2005.

### Herausgeberschaft
- Beat Weber: „Wie ein Baum, eingepflanzt an Wasserrinnen“ (Psalm 1,3). Beiträge zur Poesie und Theologie von Psalmen und Psalter für Wissenschaft und Kirche (= Arbeiten zur Bibel und ihrer Geschichte, Band 41). Evangelische Verlagsanstalt, Leipzig 2014, ISBN 978-3-374-03228-0.

### Aufsätze
- Too hard to understand? The motif of hardening in Isaiah. In: David G. Firth, Hugh G. M. Williamson (Hrsg.): Interpreting Isaiah. Issues and Approaches. Downers Grove, Nottingham 2009, ISBN 978-0-8308-3703-8.
- Zur Bedeutung des Alten Testaments für Christen. In: Herbert H. Klement, Julius Steinberg (Hrsg.): Themenbuch zur Theologie des Alten Testaments (= Bibelwissenschaftliche Monografien, Band 15). R. Brockhaus, Wuppertal 2007, ISBN 978-3-417-29545-0, S. 55–73 (Neuausgabe als: Freude an Gottes Weisung. Themenbuch zur Theologie des Alten Testaments. ArteMedia, Riehen und Basel 2012, ISBN 978-3-905290-67-7).